# スコロバス山の戦い
スコロバス山の戦い（英：Battle of Mount Scorobas）は第一次ミトリダテス戦争において紀元前88年にマニウス・アクィリウスおよびビテュニア王ニコメデス4世率いるローマ・ビテュニア王国連合軍と将軍ミトリダテス6世率いるポントス王国軍との間でスコロバス山で戦われた戦闘である。
アムニアス川の戦いでポントス軍に敗れたニコメデス4世は同盟者のマニウス・アクィリウスの許へ逃げ、その軍と合流した。ミトリダテス6世率いるポントス軍は逃げたニコメデスを追い、彼らがスコロバス山に登ると、ポントス軍の前衛のサルマティア人騎兵100騎がビテュニア騎兵800騎と遭遇し、戦いが起こった。サルマティア人騎兵は勝利し、敵の一部を捕虜にした。ミトリダテスは前にしたように必要物資を与えて捕虜たちを解放してやった。

## 註
1. ↑  アッピアノス, 18-19

## 参考URL
アッピアノスの『ローマ史』の「ミトリダテス戦争」の英訳